# سندرم هاردکسل
سندرم هاردکَسِل (انگلیسی: Hardcastle syndrome) یک ناهنجاری ژنتیکی نادر است که در اثر اختلال در عملکرد ژنی بر روی بازوی کوتاه کروموزوم ۹ ایجاد می‌شود.
این بیماری تنهٔ استخوان‌های بلند بدن را درگیر می‌کند و احتمال بروز هیستوسیتوما در فرد مبتلا زیاد است.